# The New England Journal of Medicine
New England Journal of Medicine (N Engl J Med o NEJM) es una revista médica con sistema revisión por pares (peer-review) publicada por la Sociedad Médica de Massachusetts (Massachusetts Medical Society).

## Historia
Fue fundada en 1812 por John Collins Warren, M.D., quien posteriormente sería el presidente de la Sociedad Médica de Massachusetts (1832), denominándose The New England Journal of Medicine and Surgery and the Collateral Branches of Science. En 1828 se une con el Medical Intelligencer (fundado en 1823) y se hace el semanal Boston Medical and Surgical Journal. En 1914 el Boston Medical and Surgical Journal pasa a ser el órgano oficial de la Massachusetts Medical Society. En 1921 la Medical Society compra el Boston Medical and Surgical Journal por un dólar.
Cien años después (1928) cambia a su nombre actual The New England Journal of Medicine
Según los Journal Citation Reports, la revista tiene un factor de impacto de 74.406. Actualmente (2022, según Web of Science Group, tiene un factor de impacto de 91,245.
En Google Scholar (2022) ocupa el segundo puesto - por detrás de Nature- en las revistas de habla inglesa con un índice h  (referido como índice h5) de  432.
| Enero de 1814 edición del Journal. |
| enero 1814 edición del Journal.    |

| 1823 Boston Medical Intelligencer. |
| 1823 Boston Medical Intelligencer. |

| 1828 Boston Medical and Surgical Journal. |
| 1828 Boston Medical and Surgical Journal. |

## Logotipo
El logo de la revista representa la serpiente envuelta en Vara de Esculapio cruzó una pluma. Las fechas en el logotipo representan la fundación de los componentes de The New England Journal of Medicine : 1812 para New England Journal of Medicine and Surgery y Colateral Branches of Medical Science , 1823 para Boston Medical Intelligencer , 1828 para Boston Medical and Surgical Journal y 1928 para el New England Journal of Medicine.

## Métricas de revista
2024
- Web of Science Group : 91.245
- Índice h de Google Scholar: 1184
- Scopus: 35 412

Actualmente (2024) The New England Journal of Medicine es la revista n.º 1 en el apartado de "Ciencias médicas y de la salud" en Google Scholar, con un índice h5 de 439.

## Editores
- Walter Prentice Bowers, 1921–1937
- Robert Nason Nye, 1937–1947
- Joseph Garland, 1947–1967
- Franz J. Ingelfinger, 1967–1977
- Arnold S. Relman, 1977–1991
- Jerome P. Kassirer, 1991–1999
- Marcia Angell, 1999–2000
- Jeffrey M. Drazen, 2000-2019
- Eric Rubin , 2019-presente